# Феррари, Мария Тереса
Мари́я Тере́са Ферра́ри Альвара́до де Гауди́но (исп. María Teresa Ferrari Alvarado de Gaudino; 11 октября 1887, Буэнос-Айрес, Аргентина — 30 октября 1956, там же) — аргентинский педагог, врач и борец за права женщин. Первая женщина-профессор университета в Латинской Америке и одна из первых женщин, которой позволили преподавать медицину. Была новатором в области женского здоровья: она изучала использование лучевой терапии вместо хирургического вмешательства при раке шейки матки, а также разработала вагиноскоп, который произвёл революцию в сфере охраны здоровья женщин в Бразилии. В 1925 году Феррари создала первое акушерско-гинекологическое отделение в Центральном военном госпитале Буэнос-Айреса, предоставившее первые инкубационные услуги в стране.

## Ранняя жизнь и образование
Мария Тереса Феррари Альварадо родилась 11 октября 1887 года в Буэнос-Айресе, в семье Давида Феррари Уайта и Каталины Альварадо. Её семья состояла из граждан-основателей Аргентины: прадедушка по отцовской линии, Гильермо Пио Уайт, выделил деньги, чтобы помочь Объединённым провинциям Рио-де-ла-Плата в разгроме испанцев, а прадед по материнской линии, Рудесиндо Альварадо, служил в армии Анд.
Феррари училась в обычной школе в Буэнос-Айресе, в 1903 году получила сертификат учителя. В то время оплачиваемая работа была несвойственна для женщин её социального класса. Предполагалось, что в случае финансовой необходимости бедные женщины могли работать медсёстрами или учительницами, но представительницам высшего класса отводилась только роль жены и матери. Вопреки условностям Феррари стала строить карьеру в медицине и параллельно начала преподавать. Она изучала психологию в передовой области, известной как «экспериментальная психология», а также применяла её на своих уроках, что заставило власти начать расследование её методов обучения. Ей было разрешено продолжить обучение, поскольку её методы мотивации учащихся и поощрения их к обучению оказались эффективными.

## Карьера

### Борьба за место профессора
В 1914 году Феррари начала работать в акушерской клинике при больнице Рамос Мехия в Буэнос-Айресе. Она подала заявку на преподавание акушерства в университете, но ей отказали. В следующем году ей было разрешено преподавать в акушерской школе, но ей не хватало престижа и полномочий профессора в университете. Когда в 1919 году появилась вакансия на должность замещающего профессора, она снова подала заявку в университет. Члены Почётного совета директоров откладывали созыв комиссии для заполнения вакансии до 1925 года, изменяя доказательства, игнорируя рекомендации и уклоняясь от решения. В 1926 году Феррари направила в комитет подробный отчёт о своих достижениях, указав, что преподавала в средних школах в течение 20 лет, посвятила 15 лет своей области медицины и в течение 9 лет проходила университетские курсы. Один советник, доктор Сперони, ознакомившись с её резюме, направил декану сообщение, в котором просил принять её на том основании, что она была квалифицирована, показала самоотдачу, а также по причине того, что в школе не хватало персонала. Только в 1927 году комиссия собралась, и её заявление на должность замещающего профессора было одобрено тринадцатью голосами против двух. Новость о первой женщине-профессоре университета в Латинской Америке попала в заголовки СМИ испаноязычных стран.
Феррари была особенно заинтересована в исследовании альтернатив хирургии, и её исследования по лучевой терапии в Институте Кюри стали основой для диссертации 1928 года «Лечение опухолей матки с помощью облучения». В 1925 году она была назначена правительственным делегатом Аргентины на первый конгресс по защите детей в Женеве. Одной из основных тем конференции была подготовка акушерок по вопросам труда и гигиены. 11 августа 1927 года, после того как Феррари окончательно утвердили на должность профессора и она вернулась в Аргентину, в Жокей-клубе Буэнос-Айреса состоялось празднование, на котором присутствовал министр внутренних дел Хосе Тамборини, директор военного госпиталя Альберто Левенне, её научный руководитель Хоакин Льямбиас, а также коллеги, члены семьи и друзья.

### Развитие карьеры

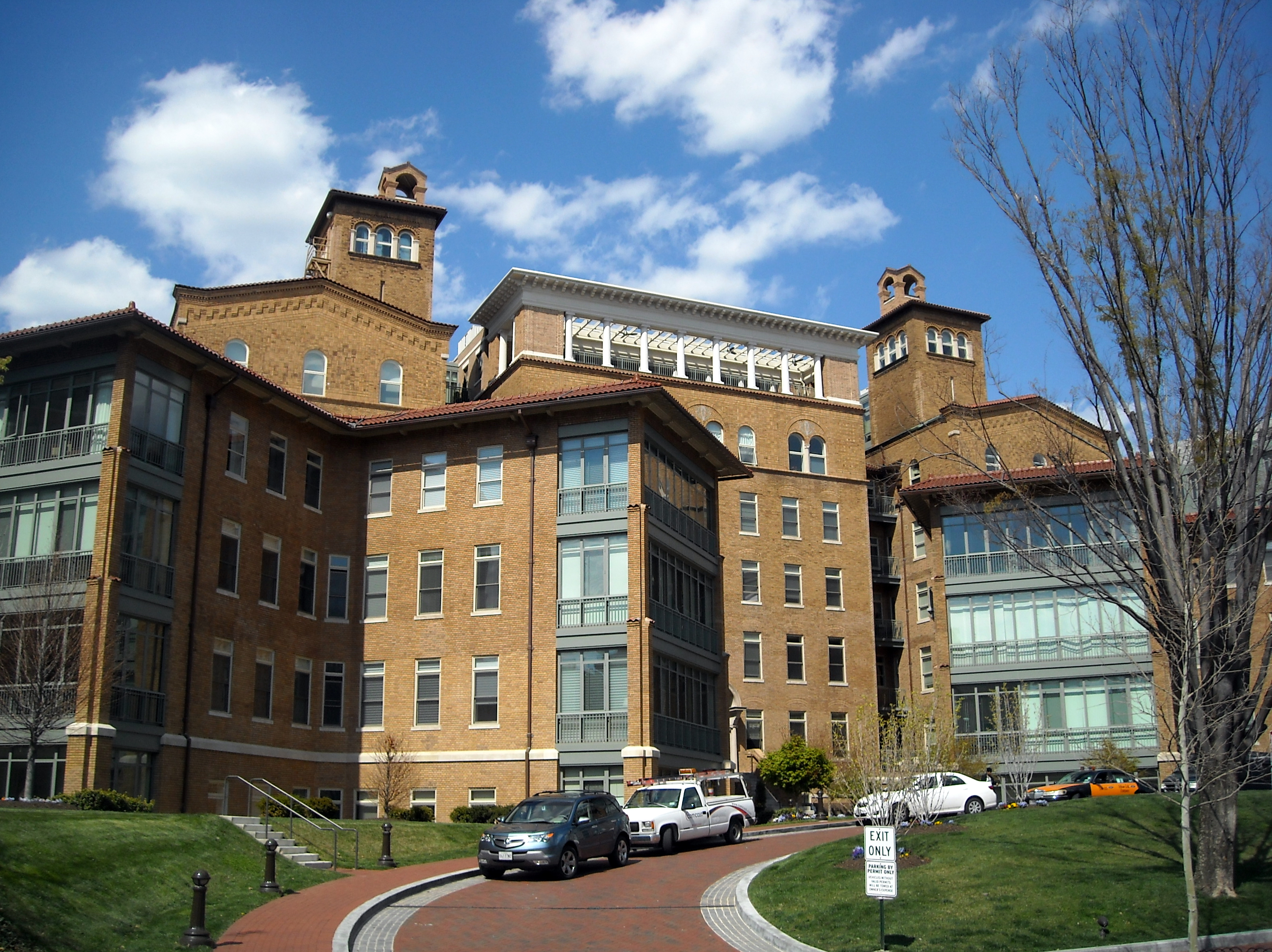
Колумбийская женская больница, где Феррари работала ассистирующим врачом

В 1929 году Феррари побывала в Мексике, Соединённых Штатах и Канаде, где училась 8 месяцев и посещала всевозможные конференции. В США она участвовала в изучении проведения кесарево сечения в Колумбийском университете, став первым аргентинцем, который сделал операцию в Вашингтоне, округ Колумбия. Ребёнку, который родился в результате этой операции, дали имя Аргентина. В 1930 году Феррари работала в качестве аргентинского делегата на «VII Медицинском конгрессе Латинской Америки», проходившем в Мексике, а также председательствовала на первом общем собрании. Она представила три статьи: первая касалась рака шейки матки, а две других — темы сифилиса. Она также была делегатом на «2-м Конгрессе Панамериканской медицинской ассоциации» в Панаме. Между 1930 и 1932 годами она вернулась в США для дополнительных исследований, в которых основное внимание уделялось колибактериозу, сепсису, послеродовым инфекциям и изучению возможности разработки вакцин для предотвращения развития состояний, возникающих в результате родов и выкидышей.
В 1936 году Феррари основала «Аргентинскую федерацию женщин с университетским образованием» (исп. La Federación Argentina de Mujeres Universitarias, сокращённо FAMU) с целью улучшения социального и правового положения женщин и, в частности, открытия для них дверей к образованию. Она принимала на работу женщин-специалисток, включая врачей, стоматологов и юристов, а также организовывала научные и культурные дискуссии и семинары. У FAMU были регулярные курсы по французскому и немецкому языку, физкультуре и математике, которые она предложила почти сотне участниц. В 1938 году аргентинская организация вступила в «Международную федерацию женщин с университетским образованием», которая служила для Феррари вдохновением и стимулом.

### Военный госпиталь и дальнейшая карьера

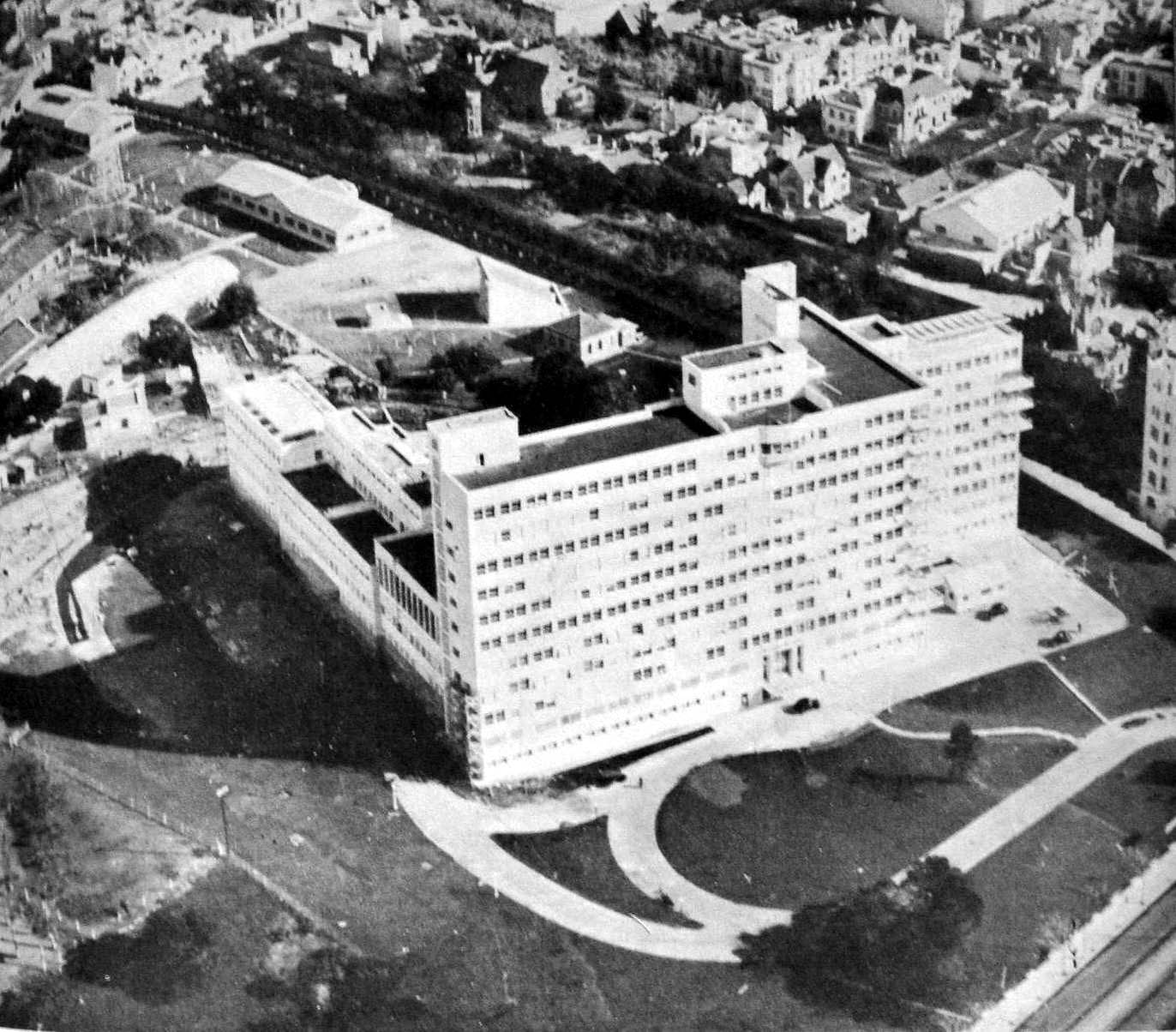
Центральный военный госпиталь Буэнос-Айреса

В 1925 году Феррари была призвана помочь с родами жене военнослужащего в Центральном военном госпитале Буэнос-Айреса, где не было гинекологического отделения. Предложив создать хотя бы одно, она оснастила один из кабинетов кроватью и всем нужным оборудованием и материалами. С июня того года военная газета начала писать о том, что в больнице стали доступны гинекологические услуги с понедельника по пятницу. Жёны военнослужащих хорошо встретили эту новость, и в течение следующих пяти лет Феррари расширила обслуживание до двух этажей, на которых размещалось акушерское отделение с двумя родильным залами, собственным стерилизационным отделением, отделением реабилитации и 40 кроватями в частных палатах. Она также разработала небольшую герметичную комнату с очищенным воздухом и инкубатором, который был первый в своём роде в Аргентине. На родине Феррари начала применять методику, которой научилась за границей. Хотя радиология проводилась в других частях света на протяжении десятилетий, специалисты без соответствующего опыта сопротивлялись её внедрению. Феррари настаивала на её введении и боролась с прежней практикой хирургических решений для всех случаев, выступая за то, чтобы хирургическое вмешательство использовалось только в случае крайней необходимости. В праздновании 10-летия родильного отделения приняли участие военный министр, генеральный директор здравоохранения, директор больницы и другие старшие должностные лица, а также дети, родившиеся за последние 10 лет, вместе со своими семьями. Комитет жён морских пехотинцев, которые получили обслуживание в подразделении Феррари, сделал существенное пожертвование. Несмотря на её успех, атмосфера в больнице оставалась враждебной. После переворота в 1930 году (под руководством Хосе Феликса Урибуру) со сдвигом страны к более консервативной позиции в ходе Басславного десятилетия Феррари в конечном счёте была вынуждена покинуть больницу в 1939 году.
Разочарование Феррари в том, что ей пришлось покинуть больницу, было «компенсировано» в 1939 году, когда она стала полноценным профессором, получив звание экстраординарного профессора факультета акушерства. В течение 1940-х годов она продолжала своё образование, путешествуя на Кубу, в Нью-Йорк, Пенсильванию, Перу и Пуэрто-Рико, публикуя свои исследования в различных журналах. В 1946 году Феррари подала в отставку с поста президента FAMU, но продолжала представлять организацию на конференциях, таких как «Primer Congreso Interamericano de Mujeres», на которой она присутствовала в Гватемале в 1947 году.